# ГЕС Shàngjiānpō
ГЕС Shàngjiānpō (上尖坡水电站) — гідроелектростанція на півдні Китаю у провінції Ґуйчжоу. Знаходячись між ГЕС Туанпо (вище по течії) та ГЕС Shuānghékǒu, входить до складу каскаду на річці Mengjiang, лівій притоці Hongshui (разом з Qian, Xun та Сі утворює основну течію річкової системи Сіцзян, котра завершується в затоці Південно-Китайського моря між Гуанчжоу та Гонконгом).
В межах проекту річку перекрили греблею із ущільненого котком бетону висотою 83 метра. Вона утримує водосховище з об’ємом 14,4 млн м3 (корисний об’єм 4,1 млн м3) та припустимим коливанням рівня поверхні у операційному режимі позначками 665 та 670 метрів НРМ (під час повені рівень може зростати до 671,5 метра НРМ).
Зі сховища через лівобережний гірський масив прокладено дериваційний тунель довжиною понад 2 км, який подає ресурс для двох турбін потужністю по 30 МВт. Вони використовують напір у 86 метрів та забезпечують виробництво 256 млн кВт-год електроенергії на рік.
Видача продукції відбувається по ЛЕП, розрахованій на роботу під напругою 110 кВ.